# Neosemidalis farinosa
Neosemidalis farinosa är en insektsart som först beskrevs av Günther Enderlein 1906.  Neosemidalis farinosa ingår i släktet Neosemidalis och familjen vaxsländor. Inga underarter finns listade i Catalogue of Life.